# Roméo Lavia
Roméo Lavia, né le 6 janvier 2004 à Bruxelles, est un footballeur international belge qui joue au poste de milieu défensif au Chelsea FC.

## Biographie
Né à Bruxelles, Lavia commence à jouer au football au club de Woluwe, avant de rejoindre le centre de formation de Neerpede du RSC Anderlecht, à l'âge de huit ans,.

### En club
À l'été 2020, alors âgé de 16 ans, il quitte Anderlecht pour Manchester City, où il signe son premier contrat professionnel jusqu'au 30 juin 2023 à l'été 2020. Au début Lavia rejoint l’équipe U18 des Sky Blues, mais il s’y sent rapidement à l’étroit. Après onze rencontres, il intègre l'équipe réserve et en devient un pion essentiel d'une équipe qui remportera le championnat U23. Il sera élu meilleur joueur de l'équipe. 
Les solides prestations de Lavia incitent Guardiola à le faire participer à quelques entraînements avec les pros avant de le promouvoir officiellement en équipe première au début du mois de juillet 2021. Le 21 septembre 2021, il joue son premier match officiel avec l'équipe première dans la Carabao Cup contre Wycombe Wanderers.
Le 6 juillet 2022, Lavia est transféré au Southampton FC, signant un contrat de cinq ans avec le club. Le montant du transfert est de 12,5 millions d'euros. Avec Southampton, Lavia dispute 34 rencontres durant la saison 2022-2023. En août 2023, il est transféré à Chelsea FC. Il s'engage pour 7 saisons et le montant du transfert est de 65 millions d'euros.
Début septembre 2023, une blessure à la cheville le tient éloigné des terrains, manquant ainsi le début de saison avec son nouveau club.

### En sélections nationales

#### Parcours jeune
Roméo Lavia est international belge en équipe de jeune dès 2019, avec les moins de 15 ans, où il jouera un seul match le 17 avril 2019 contre la Suisse au poste d'arrière droit. Il marquera d'ailleurs un but lors de cette rencontre. Cinq mois plus tard, il joue son premier match avec les moins de 16 ans contre l'Ukraine. Auteur de quatre matchs pour deux buts face à la France et le Portugal, il sera régulièrement le capitaine de sa sélection. Le 3 septembre 2021, il commença son premier match avec les moins de 19 ans face au Portugal U19 notamment avec son coéquipier du RSC Anderlecht, Johan Bakayoko, match remporté 2-0. Roméo Lavia jouera dix matchs au total avec les U19 entre 2021 et 2022. Le 5 juin 2022, il joua son premier match avec les espoirs contre l'Écosse, le match se soldera par un match nul et vierge 0-0. 

#### Avec les Diables Rouges
Le 17 mars 2023, Roméo Lavia est convoqué pour la première fois par Domenico Tedesco en équipe première. Hasard du destin, il partage ce premier rassemblement avec Johan Bakayoko, joueur avec lequel il a découvert au même moment les catégories de jeunes. Roméo honore sa première sélection le 28 mars 2023 en remplaçant Orel Mangala à la 80e minute lors d'un match amical, remporté 3 buts à 2 par la Belgique, face à l'Allemagne.

## Statistiques

### Détaillées
| Saison                | Club                  | Championnat           | Championnat | Championnat | Championnat | Coupe nationale | Coupe nationale | Coupe nationale | Coupe de la Ligue | Coupe de la Ligue | Coupe de la Ligue | Compétition(s) continentale(s) | Compétition(s) continentale(s) | Compétition(s) continentale(s) | Compétition(s) continentale(s) | Autres compétitions | Autres compétitions | Autres compétitions | Autres compétitions | Total | Total | Total |
| Saison                | Club                  | Division              | M.          | B.          | P.d.        | M.              | B.              | P.d.            | M.                | B.                | P.d.              | Comp.                          | M.                             | B.                             | P.d.                           | Comp.               | M.                  | B.                  | P.d.                | M.    | B.    | P.d.  |
| 2021-2022             | Manchester City FC    | Premier League        | 0           | 0           | 0           | 1               | 0               | 0               | 1                 | 0                 | 0                 | C1                             | 0                              | 0                              | 0                              | -                   | -                   | -                   | -                   | 2     | 0     | 0     |
| 2022-2023             | Southampton FC        | Premier League        | 29          | 1           | 0           | 2               | 0               | 0               | 3                 | 0                 | 1                 | -                              | -                              | -                              | -                              | -                   | -                   | -                   | -                   | 34    | 1     | 1     |
| 2023-2024             | Chelsea FC            | Premier League        | 1           | 0           | 0           | -               | -               | -               | -                 | -                 | -                 | -                              | -                              | -                              | -                              | -                   | -                   | -                   | -                   | 1     | 0     | 0     |
| 2024-2025             | Chelsea FC            | Premier League        | 16          | 0           | 1           | 1               | 0               | 0               | 0                 | 0                 | 0                 | C4                             | 1                              | 0                              | 0                              | CMC                 | 4                   | 0                   | 0                   | 22    | 0     | 1     |
| Sous-total            | Sous-total            | Sous-total            | 17          | 0           | 1           | 1               | 0               | 0               | 0                 | 0                 | 0                 | -                              | 1                              | 0                              | 0                              | -                   | 4                   | 0                   | 0                   | 23    | 0     | 1     |
| Total sur la carrière | Total sur la carrière | Total sur la carrière | 46          | 1           | 1           | 5               | 0               | 0               | 4                 | 0                 | 1                 | -                              | 2                              | 0                              | 0                              | -                   | 4                   | 0                   | 0                   | 61    | 1     | 2     |

### En sélections nationales
| Saison                | Sélection             | Phases finales        | Phases finales | Phases finales | Phases finales | Éliminatoires CDM | Éliminatoires CDM | Éliminatoires CDM | Éliminatoires EURO | Éliminatoires EURO | Éliminatoires EURO | Ligue des Nations | Ligue des Nations | Ligue des Nations | Matchs amicaux | Matchs amicaux | Matchs amicaux | Total | Total | Total |
| Saison                | Sélection             | Compétition           | M              | B              | Pd             | M                 | B                 | Pd                | M                  | B                  | Pd                 | M                 | B                 | Pd                | M              | B              | Pd             | M     | B     | Pd    |
| --------------------- | --------------------- | --------------------- | -------------- | -------------- | -------------- | ----------------- | ----------------- | ----------------- | ------------------ | ------------------ | ------------------ | ----------------- | ----------------- | ----------------- | -------------- | -------------- | -------------- | ----- | ----- | ----- |
| 2022-2023             | Belgique              | -                     | -              | -              | -              | -                 | -                 | -                 | 0                  | 0                  | 0                  | -                 | -                 | -                 | 1              | 0              | 0              | 1     | 0     | 0     |
| Total sur la carrière | Total sur la carrière | Total sur la carrière | -              | -              | -              | -                 | -                 | -                 | 0                  | 0                  | 0                  | -                 | -                 | -                 | 1              | 0              | 0              | 1     | 0     | 0     |

### Matchs internationaux
| Matchs internationaux de Roméo Lavia, | Matchs internationaux de Roméo Lavia, | Matchs internationaux de Roméo Lavia,   | Matchs internationaux de Roméo Lavia, | Matchs internationaux de Roméo Lavia, | Matchs internationaux de Roméo Lavia, | Matchs internationaux de Roméo Lavia, | Matchs internationaux de Roméo Lavia,                           |
| #                                     | Date                                  | Lieu                                    | Adversaire                            | Résultat                              | Compétition                           | Club                                  | Notes                                                           |
| ------------------------------------- | ------------------------------------- | --------------------------------------- | ------------------------------------- | ------------------------------------- | ------------------------------------- | ------------------------------------- | --------------------------------------------------------------- |
| 1                                     | 28 mars 2023                          | RheinEnergieStadion, Cologne, Allemagne | Allemagne                             | V 3 - 2                               | Match amical                          | Southampton FC                        | Entre en jeu à la place de Orel Mangala à la 79e minute de jeu. |

## Palmarès

### En club
|  |  | Manchester City -18 ans - Championnat d'Angleterre -18 ans (1) : - Champion : 2021. Manchester City -23 ans - Championnat d'Angleterre -23 ans (2) : - Champion : 2021 et 2022. |  | Chelsea FC - Coupe du monde des clubs (1) : - Vainqueur : 2025. |